# Compagnie européenne du zirconium
 (juillet 2020).
La Compagnie européenne du zirconium (CEZUS) est une entreprise industrielle française fabricant des composants en zirconium pour les assemblages de combustible des centrales nucléaires. Fondée en 1971, elle est alors filiale commune de la Compagnie générale des matières atomiques (COGEMA) et de Framatome, avant d'intégrer la division Combustible nucléaire d’Areva. En 2000, Cezus absorbe la société Zircotube qui fabrique les tubes minces destinés aux assemblages combustibles à partir du zirconium.
Le combustible nucléaire des réacteurs à eau pressurisée comme celui des réacteurs à eau bouillante est entouré de gaines de zirconium. Ces gaines sont groupées en assemblages, puis remplies de combustible fissile et plongées dans le cœur des réacteurs nucléaires.
Les gaines de zirconium sont livrées à la Franco-Belge de fabrication du combustible qui produit les assemblages. Après utilisation, elles sont cisaillées et séparées du combustible à l'usine de La Hague par dissolution du combustible dans l'acide nitrique. Elles font partie des déchets radioactifs à vie longue non recyclables.

## Sites et implantations

### Jarrie
Le site de Jarrie (Isère) assure la production d'éponge de zirconium, au terme d’opérations chimiques et de métallurgie extractive, et valorise des produits dérivés tels que des sels et des oxydes de hafnium, de magnésium, et de silicium. Le site emploie environ 250 personnes. En novembre 2013, 60 % du personnel du site a fait grève pour dénoncer une attaque des acquis sociaux des salariés à la faveur d’un changement de convention collective.

### Ugine
Après la Seconde Guerre mondiale, dans la ville industrielle d'Ugine (Savoie), connue pour ses aciers spéciaux, une collaboration avec le Commissariat à l'énergie atomique conduit à la production des alliages nécessaires (titane) à la fabrication des réacteurs nucléaires. En 1960, l'usine d'Ugine est récupérée au sein de la Société Ugine-Aciers pour fabriquer du titane et du zirconium. Cette spécialisation sera cédée à la Compagnie européenne du zirconium (CEZUS) en 1979.
Le site Cezus d’Ugine transforme l’éponge de zirconium en demi-produits en zirconium, en largets, barres et ébauches filées, par des procédés de forgeage, fusion et filage. Ugine transforme également par fusion et forgeage des produits en titane et en hafnium.

### Rugles
L’usine Cezus implantée à Rugles (Eure) fabrique des produits plats issus du laminage de largets en provenance du site d'Ugine. L'établissement de Rugles a bénéficié durant l’année 2010 d’importants investissements restés confidentiels en raison de leur aspect stratégique.

### Montreuil-Juigné
En 1974, le site de Montreuil-Juigné (Maine-et-Loire) réalise les premières productions de tubes de zirconium. En 2014, environ 70 personnes travaillent pour le laminage de tubes et des ébauches en alliage de zirconium et titane pour la fabrication de tubes d'assemblages de combustible.

### Paimbœuf
En 1978 est construite l’usine Zircotube sur la zone industrielle de Saint-Viaud qui s'étend au sud-est de Paimbœuf en Loire-Atlantique. Après 1981, à la suite de la fermeture de l'usine voisine des Établissements Kuhlmann, une partie du personnel est mutée vers Zircotube. Zircotube pallie alors à la fermeture de l'usine Octel Kuhlmann, dont de nombreux employés ont développé des cancers et autres maladies, et le site est resté pollué.
En 2000, l'usine Zircotube rejoint la société CEZUS.
L'usine Cezus de Paimbœuf fabrique des tubes, des guides et des gaines ainsi que des barres à bouchon en zirconium destinées à la fabrication de combustibles nucléaires. En 2013, l'usine Cezus de Paimbœuf (Loire-Atlantique) emploie 340 salariés.

#### Incident
En février 2000, les exploitants de l'usine Cezus de Paimboeuf décèlent un problème de contrôle qualité datant d'août 1998. En août 2000, une rupture de gaine de combustible est détectée dans le réacteur no 2 de la centrale nucléaire de Nogent sur Seine. L’enquête menée par Framatome à la demande d'EDF conduit à une visite d'inspection de l'usine de Paimboeuf par l'autorité de sûreté nucléaire, la DSIN. Le fabricant évalue à quelques dizaines le nombre de gaines contrôlées partiellement, dont 90 %, auraient déjà été chargés dans 49 des 58 réacteurs à eau pressurisée d'EDF, les autres ayant été livrées à l'étranger. La DSIN a classé au niveau 1 sur l'échelle INES cet « incident générique » en raison du délai important entre la découverte et la déclaration de cet incident.